# Natürlicher Wasserstoff
Natürlicher Wasserstoff, oft auch weißer Wasserstoff, geogener Wasserstoff oder goldener Wasserstoff genannt, ist in natürlichen Lagerstätten vorkommender molekularer Wasserstoff und damit ein Primärenergieträger. Dies unterscheidet ihn von im Labor oder in der Industrie hergestelltem Wasserstoff, wie z. B. grünem Wasserstoff, der mit Hilfe erneuerbarer Energien gewonnen wird, z. B. durch Wasserelektrolyse, und von „grauem“/„braunem“ und „schwarzem“ Wasserstoff, der aus fossilen Quellen gewonnen wird, z. B. durch Dampfreformation. Er kommt oft vergesellschaftet mit fossilen Kohlenwasserstoffen und Helium vor und kann mit verschiedenen Methoden wie z. B. Fracking gefördert werden.

## Geologie und Extraktion
Natürlicher Wasserstoff wurde in zahlreichen Gesteinen in Gebieten jenseits der Sedimentbecken gefunden, in denen Erdöl abgebaut wird.
Erstmals entdeckt wurden Vorkommen von natürlichem Wasserstoff in den 1970er Jahren. Dabei handelte es sich um Ausgasungen hydrothermaler Systeme. Die Entstehung von weißem Wasserstoff sowie sein Transport in der Erdkruste ist bisher wissenschaftlich noch weitgehend unverstanden. Daher existieren bislang weder Explorationsstrategien noch zuverlässige Potenzialanalysen. Seitdem wurden weitere Vorkommen entdeckt, darunter Quellen, die teils hohe Wasserstoffkonzentrationen aufweisen, Einschlüsse von Wasserstoff in Felsformationen und gelöster Wasserstoff in Grundwasser. Noch unklar ist, ob und inwiefern sich diese Quellen zukünftig technisch und wirtschaftlich nutzen lassen. Dieses Potenzial wird in wissenschaftlichen Studien sowie mit Probebohrungen untersucht. Neu entdeckte Quellen lassen darauf schließen, dass zumindest manche Quellen förderwürdig sind.
In Frankreich wurden mehrere Quellen identifiziert. In Deutschland werden Vorkommen vermutet. Die Geologen Alain Prinzhofer und Eric Derville haben nachgewiesen, dass es in einem Dutzend Ländern, darunter Mali und den USA, große Reservoirs gibt. Ihr Potenzial ist jedoch nach wie vor schwer einzuschätzen.
Die weltweit vorhandenen Vorkommen werden gemäß einer modellprädiktiven Studie von Geoffrey Ellis und Sarah Gelman aus dem Jahr 2024 auf etwa 5,6 Billionen Tonnen geschätzt, von denen aber wahrscheinlich nur ein kleiner Teil genutzt werden kann.
Das Unternehmen Lavoisier H2 Geoconsult, das von Éric Claude Gaucher geleitet wird, forscht zu den Möglichkeiten der Herstellung und Förderbarkeit von natürlichem Wasserstoff in Frankreich in den Pyrenäen und in den Schweizer Alpen.
Ein Unternehmen, das die Förderung natürlichen Wasserstoffs vorantreiben will, ist die Hydroma Incorporation mit Sitz in Kanada. Das Unternehmen besitzt die Lizenz in einer Region Malis, wo es auch eine Demoanlage errichtete. Mit dem Gas aus dieser Demoanlage wird das Dorf Bourakébougou emissionsfrei mit Strom versorgt. Eine Ausweitung der Produktion wird angestrebt.

## Umweltbilanz
Natürlicher Wasserstoff kann potenziell umweltfreundlich sein und eine kostengünstigere Erzeugung im Vergleich zu industriellem Wasserstoff ermöglichen. Die Umweltbilanz ist aber noch unbekannt. Eine Kurzstudie des Instituts für Klimaschutz, Energie und Mobilität zur Wasserstoffnutzung hielt 2020 fest, dass natürlicher Wasserstoff durch Hydraulic Fracturing (sog. Fracking) gewonnen werden könne und „höchst umstritten“ sei. Insbesondere seien Umweltauswirkungen, Explorationsmethoden und das Produktionspotenzial noch unbekannt. Risiken betreffen u. a. die ungewollte Freisetzung von Treibhausgasen sowie Boden- und Wasserbelastungen durch den Extraktionsprozess.